# Martín de León y Cárdenas
Martín de León y Cárdenas, O. S. A. (Archidona, provincia de Málaga, 1584-Palermo, 15 de noviembre de 1655) fue un monje agustino y prelado católico que fue obispo de Pozzuoli (1631-1650) y de Trivento (1630-1631), y arzobispo de Palermo (1650-1655).

## Biografía

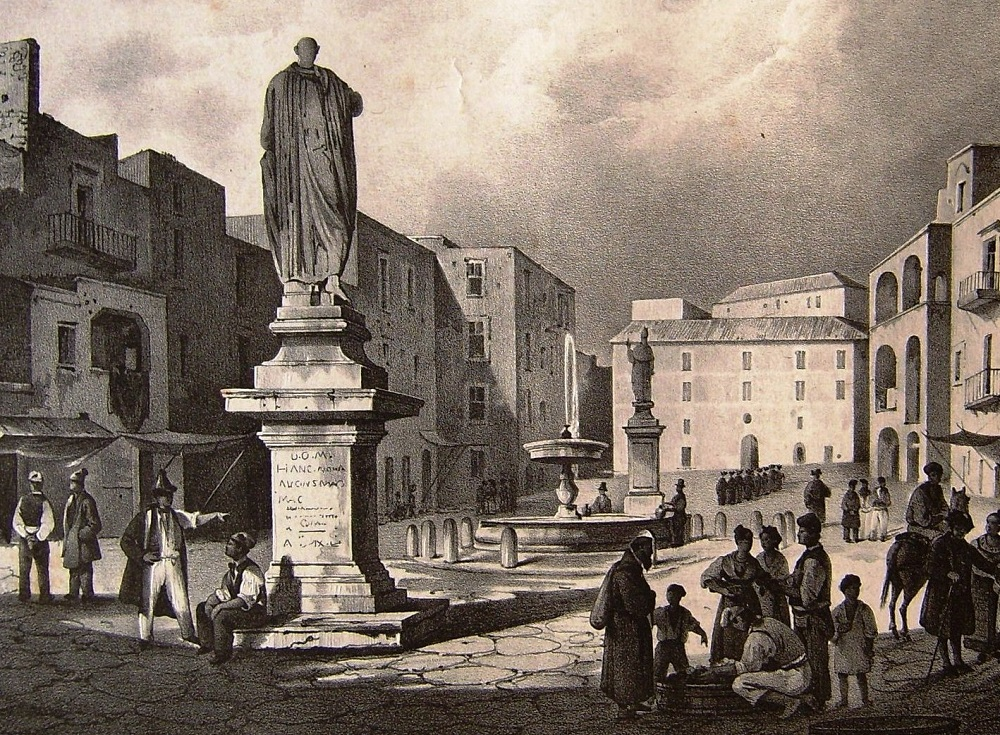
La actual plaza de la República en Pozzuoli en un grabado de época con la estatua del cónsul en primer plano y en segundo la del obispo Martín de León y Cárdenas al fondo

Martín de León Cárdenas nació en Archidona e ingresó en la orden de San Agustín; luego se ordenó sacerdote. Fue un hombre culto y refinado, visitó América y vivió largo tiempo en Roma. Por esa época se le atribuye la composición de una obra literaria autobiográfica bajo el pseudónimo de Andrés de León, la Historia del huérfano, que solo modernamente ha sido impresa (2017). El 13 de mayo de 1630 fue nombrado, durante el papado de Urbano VIII, obispo de Trivento. El 20 de mayo de 1630 fue consagrado obispo por Laudivio Zacchia, cardenal-sacerdote de San Pietro in Vincoli. El 7 de abril de 1631 fue nombrado también durante el papado de Urbano VIII obispo de Pozzuoli. En este cargo promovió numerosas obras públicas, desde la adaptación al barroco de la catedral involucrando a los artistas más famosos de la época con ayuda de su amigo el virrey de Nápoles Manuel de Acevedo y Zúñiga, hasta la construcción de un cuartel para la guarnición de las tropas españolas residentes en la ciudad y el rompeolas, así como la renovación del acueducto que surtía a la ciudad.
También se esforzó por eximir de impuestos a los pobres y reclamar las tierras agrícolas no cultivadas, garantizando beneficios a las clases más necesitadas. Gracias a esta protección al pueblo menesteroso, Pozzuoli no participó en la revuelta acaudillada por Masaniello el 7 de julio de 1647 y el 24 de julio de 1648 el rey Felipe IV le otorgó a la ciudad el título de más fiel. Allí dejó tan buen recuerdo que los habitantes levantaron una estatua del obispo en la actual Plaza de la República, obra de Giuliano Finelli, en cuya base se podía leer esta inscripción:
«Ut expressum marble, sic excultum cordibus, simulacro Puteolana civitas erexit / Como está labrada en mármol lo está en los corazones esta estatua que erigió la ciudad de Pozzuoli.»
El 27 de agosto de 1650, durante el de Inocencio X, fue nombrado arzobispo de Palermo. Sirvió en este cargo hasta su muerte el 15 de noviembre de 1655.
Se le supone autor del libro 'Historia del Huérfano', una novela de 1620 que relata viajes y aventuras por América y Europa, cuyo original ha estado perdido durante siglos y que apareció en la Hispanic Society el año 1965. Huérfano es una obra en prosa redactada en 328 folios y con más de un centenar de poemas (con vocabulario americano), en la que se relata las peripecias de un joven español hasta llegar a abrazar una vida ejemplar de austeridad en América. El libro acaba de ser publicado por la Fundación José Antonio de Castro.